# Familia Gladiatoria Pannonica
A Familia Gladiatoria Pannonica váci hagyományőrző egyesület, amely gladiátorjátékok előadásával foglalkozik.

## Története
Az egyesületet 1986-ban alapította Weixelbaum János pedagógus, karateedző. Állandó létszámuk tizennyolc fő. Ez az egyesület volt az első Magyarországon és a világon is, amelyik az ókori gladiátorjátékok megszüntetése után újra felelevenítette ezeket a játékokat. A gladiátorjátékok mellett légiós felvonulásokat, barbárok elleni csatákat is bemutatnak. Legnagyobb ilyen vállalkozásuk az 1990-ben végrehajtott Limesjárás volt, melyen legiós felszerelésben meneteltek Aquincumtól az ausztriai Carnuntumig, útközben a nagyobb városokban gladiátorjátékokat bemutatva. A csapat nevéül a Legio II Adiutrixt választották az Aquincumban majd 400 évig állomásozó légio emlékére.
1988 óta szerepelnek európai Római Fesztiválokon - ezek közül a legjelentősebbek az Aalenben, Carnuntumban, Rómában megrendezettek. A német nyelvterületen kívül évente lépnek fel Spanyolország, Olaszország, Hollandia, Dánia egyes városaiban is. 1989 óta tagjai az Aquincumi Múzeum által létrehozott Aquincum Baráti Körnek - mely minőségükben részesülnek a Múzeum munkatársainak szakmai támogatásában is. Állandó résztvevői a tavasszal az Aquincumi romkertben rendezett Floraliáknak, ahol a gladiátorjátékok mellett bemutattak már áldozati szertartásokat, csatákat, tréfás római esküvőt és orvoslást.
1995-től rendszeresen fellépnek a Gorsiumi Régészeti Parkban rendezett Floraliákon.

## Szakmai tanácsadói
Szakmai tanácsadói között vannak régészek, művészettörténészek, vallástörténészek, színészek: Lengyelné Kurucz Katalin, Petres Éva, Bánki Zsuzsa, Nádorfi Gabriella, Kocsis László, Szabó Ádám, László Levente, Manuela Arz, Marcus Junkelmann, Halmágyi Sándor, Papp János, Sinkovits-Vitay András.

## Előadásai
- 1986: "Gladiátorjátékok" - ismeretterjesztő előadás
- 1988: "Arénák hősei"- a harcok közben antik költők versei az emberi méltóságról.
- 1991: "A helytartó és barbár vendége"- harcokkal és tréfás közjátékokkal.
- 1992: "Istenek az arénában" - a küzdelmek közben Nemesis és az istenné avatott Marcus Aurelius folytatott dialógust a hiúságról.
- 1993: "Antik szüreti mulatság" -Liberrel és gladiátorokkal.
- 1993: "Lakomajátékok"
- 1994: "Római légiósok a barbárok ellen"- első csata rekonstrukciónk.
- 1994: "Római esküvő"- Analius Cajus Senilis és Julia Domna Satrafa esküvője.
- 1995: "Passiójáték"- Krisztus szenvedéstörténete[17]
- 1995: "Tizenhárom mondat a teremtésről"- a küzdelmek és más események szimbolikusan ábrázolták a világ és az emberi lélek törvényszerű mozgásait.
- 1996: "Vénus az arénában" -sztár gladiátor küzdelmei közben szerelemre lobbant a nézők előtt ülő Tullia iránt.
- 1997: "Mars adósa" - misztikus eseményekkel átszőtt gladiátorharcok.
- 1998: "Az oroszlán" - pergő harcokkal teli előadás, melyben látványos külsőségek között megjelenik a Jupitert szimbolizáló oroszlán, erőt adva és győzelmet hozva a ráhagyatkozónak.
- 1999: "A perzsa" - szikrázó harcai közben az idősödő gladiátor megismeri a törvényt.
- 2006: "Napfutó" - a Nap áthaladása a testen és képzetein.[18]
- 2009: "Pater" - misztikus harcok végén azonosulás az Istennel[19][20]

## Fegyvereik
A korhű fegyverek vasból és marhabőrből készülnek, pengéjük életlen. Egy gladiátor felszerelése (sisak, vértezet, lábvasak, pajzs, kard, dárda, buzogány, tőr, parittya, vetőháló) gyakran meghaladja a huszonkét kilogrammot.
Fegyverzetük legnehezebben kivitelezhető darabja a sisak.
A pajzsokat, egyéb páncélokat, láncingeket, sarukat, ruhákat Weixelbaum János készíti el. Különösen a scissor és crupellarius fegyvernemek eszközeinek használata jelentett komoly feladatot. A fegyveres harc technikáinak kipróbálásában, fejlesztésében a Família veteránjai, Anthrax (Pintér Zsolt, †2005) és Memnon (Szilágyi Zsolt) jártak elöl.